# Paraechinus nudiventris
Paraechinus nudiventris is een zoogdier uit de familie van de egels (Erinaceidae). De wetenschappelijke naam van de soort werd voor het eerst geldig gepubliceerd door Thomas Horsfield in 1851.

## Voorkomen
De soort is endemisch in het zuiden van India en wordt omschreven als lokaal algemeen in de staten Tamil Nadu en Andhra Pradesh. Is daarnaast ook vastgesteld in Kerala.